# Sezione di agronomia e veterinaria di Pisa
La sezione di agronomia e veterinaria della Facoltà di Scienze Naturali dell'Università di Pisa fu un Istituto superiore abilitato a rilasciare una apposita licenza dopo un corso triennale  dal 1843 al 1849 nel Granducato di Toscana e poi con il Regno d'Italia dal 1861 fino al 1896. Divenne, poi un corso quadriennale fino alla istituzione della Facoltà di Agraria.

## Gli antecedenti

### L'esperienza di Meleto di Cosimo Ridolfi
Nell'Italia preunitaria lo studio delle scienze agronomiche e di materie attinenti al mondo agricolo era particolarmente trascurato. In questo quadro la Toscana costituiva una felice eccezione, soprattutto per merito della Scuola di agricoltura che il marchese Cosimo Ridolfi aveva aperto nel 1834 a Meleto in Val d’Elsa nei pressi di Empoli, per educare i futuri fattori. Lo scopo era quello di abituare ai concetti di una agricoltura scientifica i quadri intermedi.

## Il corso triennale a Pisa
Nel 1843, nell'ambito della Facoltà di Scienze Naturali, da poco istituita la cattedra di agricoltura si trasformò in un corso triennale, in cui erano contemplati insegnamenti di agronomia, di fisica, di botanica, di algebra e di architettura rurale, al termine del quale era previsto il rilascio di una licenza. Ridolfi era persuaso infatti dell'esigenza di consentire ai figli dei proprietari terrieri di seguire soltanto il corso in questione, senza obbligarli a prendere una laurea universitaria quadriennale, forse troppo impegnativa e costosa, soprattutto nel caso di piccoli possidenti.
Nel 1845, Ridolfi divenne il precettore del futuro granduca e il suo posto a Pisa fu assegnato a Pietro Cuppari, che proveniva dall'esperienza di Meleto. Dopo le restaurazione del 1849 l'insegnamento dell'agricoltura fu soppresso.

## Ilnuovocorso triennale
Nel 1861 il governo del nuovo regno d'Italia autorizzò la costituzione di una apposita sezione che era autorizzata a rilasciare dopo tre anni una licenza.
Le materie erano: agronomia, fisica, botanica, geometria descrittiva,  geologia, e architettura civile e rurale.
Dopo la morte di  Pietro Cuppari il suo posto fu preso da Girolamo Caruso che conservò tale incarico per 46 anni.